# Finsko-norveška granica
██ Norveško-švedska granica
██ Finsko-norveška granica
██ Norveško-ruska granica
Državna granica između Norveške i Finske duga je 736 km. Granica je kopnena, a mjestimice prati rijeke. Na zapadu počinje označava Treriksröset, betonska gomila gdje obje zemlje graniče sa Švedskom. Istočnu tromeđu označava Treriksrøysa, kamena gomila gdje obje zemlje graniče s Rusijom.
Granica je definirana ugovorom iz 1751. godine, ali je tada bila dio granice između Kraljevine Švedske, Finske (pod švedskom vlašču) i Danske-Norveške. U razdoblju od 1738. do 1751. odvijala su se terenska istraživanja i pregovori o granici, iako je s finskim dijelom trebalo manje pregovora. Gomile su podignute nakon toga, a posljednji u Nessebyju 1766. Nakon što je Finska postala Veliko Vojvodstvo Finske, Veliko Vojvodstvo Ruskog Carstva, a neovisno Kraljevstvo Norveška je ušlo u personalnu uniju sa Švedskom pod švedskim kraljem, 1816. ponovno je sklopljen ugovor s Rusijom. Definiranje najistočnijeg dijela graničnog pojasa. Između 1920. i 1944. područje Petsamo pripadalo je Finskoj, pa se finsko-norveška granica protezala duž današnje norveško-ruske granice do oceana. Ugovor iz 1751. također je dalo Saamima pravo da slobodno prelaze granicu, uključujući svoje sobove, kao što su uvijek činili. Godine 1852. zatvorena je granica između Norveške i Finske i Rusije, što je uzrokovalo probleme Saamima, kojima su finske šume bile potrebne za zimsku ispašu sobova. Ovo pravilo je i dalje na snazi, što znači da je dio granice ograđen kako bi se spriječio prelazak sobova, dok su preko ograde postavljene stepenice za prelazak ljudi, kao i kapije za terenska vozila.
Finsko-norveška granica je otvorena jer su obje zemlje dio schengenskog prostora. Granicu je legalno prijeći bilo gdje ako nije potrebna carinska deklaracija ili provjera putovnice. Ugovor daje carinicima jedne zemlje pravo da provode carinjenje i provjere za obje zemlje. Postoji 8-metarsk široki čisti pojas duž kopnene granice u šumskim područjima. Gotovo polovica granice prati rijeke Anarjohka i Tana. Prilično velik dio zapadnog dijela granice prolazi preko planina bez drveća. Sjeverno od Treriksröseta do 1766. nalazi se 57 izvornih kamenih gomila, označenih brojevima 293-342 zapadno od rijeke Anarjohka i 343-349 istočno od rijeke Tana. Kasnije su istočno od Nessebyja podignute druge gomile označene brojevima 343–353 i gomile između izvornika sa slovom iza broja.
Krajnji istočni kraj Norveške (uključujući grad Kirkenes) zapravo seže istočno od Finske, smješten između Finske i Rusije. Budući da Norveška koristi srednjoeuropsko vrijeme, a Finska istočnoeuropsko vrijeme, vremenska zona na istočnoj strani granice je jedan sat iza vremenske zone na zapadnoj strani.

## Popis cestovnih graničnih prijelaza
Od istoka prema zapadu:
- Neiden (cesta 92), N
- Polmak (cesta 970/895), N
- Utsjoki (cesta E75 ), F
- Karigasniemi (cesta 92), F
- Kivilompolo (cesta E45 ), F
- Helligskogen (cesta E8 ), N

N = carinska postaja na norveškoj strani
F = carinska postaja na finskoj strani
Svi cestovni prijelazi na ovoj granici imaju carinske postaje.